# Eligiusz Lasota

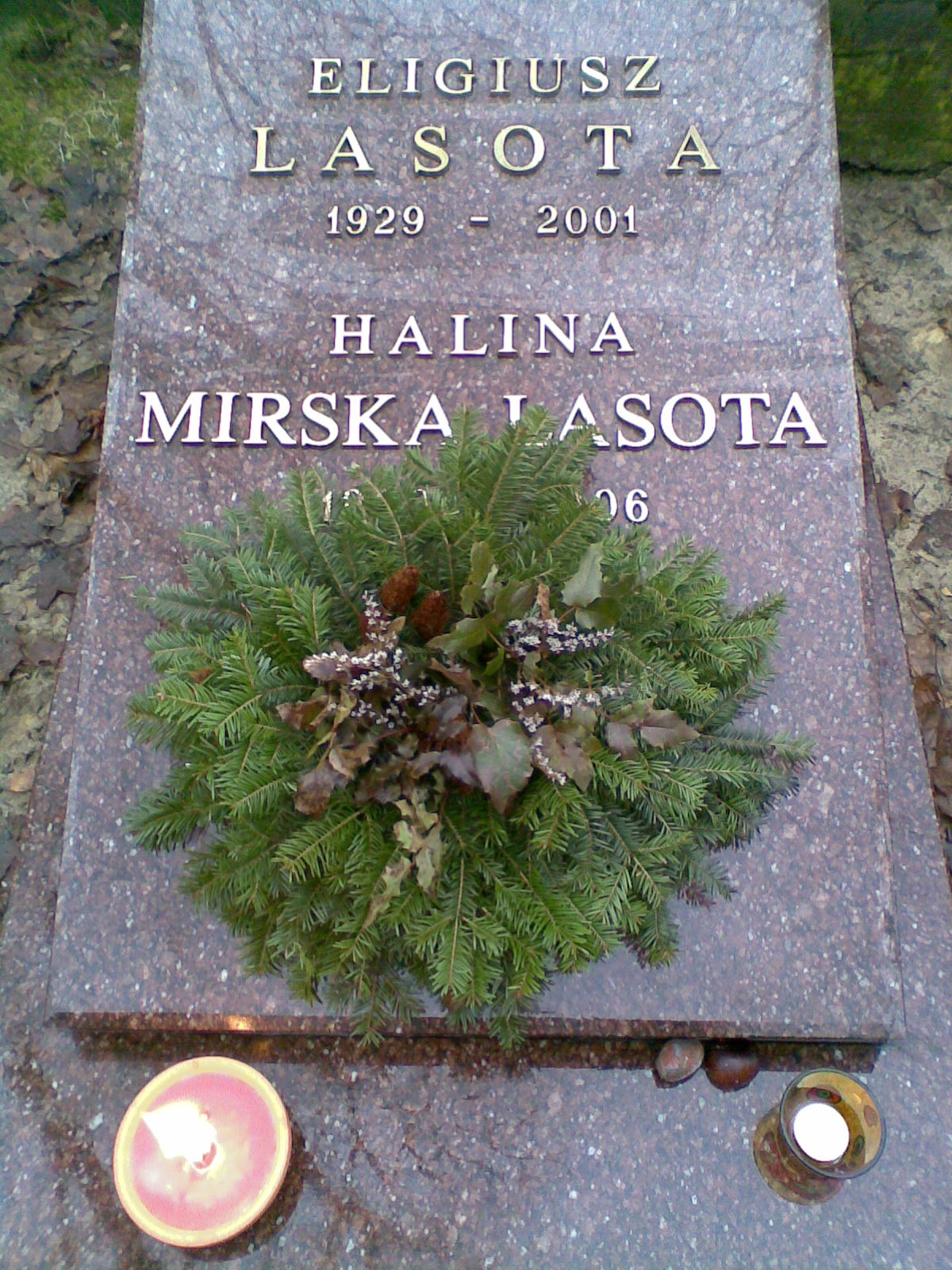
Nagrobek Eligiusza Lasoty na Cmentarzu Wojskowym na Powązkach w Warszawie, styczeń 2008

Eligiusz Lasota (ur. 15 kwietnia 1929 w Tomaszowie Mazowieckim, zm. 19 września 2001) – polski dziennikarz, redaktor naczelny tygodnika „Po prostu” w latach 1953–1957, poseł na Sejm PRL II kadencji z ramienia PZPR.

## Życiorys
W 1957 został objęty zakazem pracy dziennikarskiej oraz usunięty z PZPR za prowadzenie „grupowej walki z partią” na łamach „Po prostu”. Po powrocie do dziennikarstwa pracował m.in. w „Głosie Pracy”, podziemnych „Fundamentach” oraz Polskim Radiu. W latach 1957–1961 pełnił mandat poselski na Sejm PRL. W latach 70. był uczestnikiem Konwersatorium „Doświadczenie i Przyszłość”.
Po wprowadzeniu stanu wojennego działał w zdelegalizowanym Stowarzyszeniu Dziennikarzy Polskich, ogłaszał artykuły w pismach drugiego obiegu. Po upadku komunizmu został zastępcą redaktora naczelnego reaktywowanego tygodnika „Po prostu”.
W ostatnich latach przed śmiercią pracował w Kancelarii Senatu, jako główny doradca do spraw międzynarodowych. Do ostatniej chwili był redaktorem naczelnym Zeszytów „Polska w Europie”.
13 września 2001 został odznaczony przez prezydenta Aleksandra Kwaśniewskiego Krzyżem Oficerskim Orderu Odrodzenia Polski „za wybitne zasługi w pracy dziennikarskiej i za osiągnięcia w działalności publicznej”.
Pochowany na cmentarzu Powązki Wojskowe w Warszawie (kwatera E-1-14).